# Ronda 2 de 2009 da Superleague Fórmula

A ronda em Zolder foi a segunda do campeonato Superleague Fórmula em 2009. Na primeira corrida, o FC Midtjylland (Kasper Andersen ao volante) partiu da pole position e liderou até à paragem nas boxes, na qual perdeu demasiado tempo. Pouco depois, Kasper Andersen perdeu o controlo do carro, dando um pião, o que levou ao abandono da corrida por parte do clube dinamarquês. Assim, o vencedor da corrida foi o Tottenham Hotspur F.C., com o piloto Craig Dolby. Na 2ª corrida, o SC Corinhtians (Antônio Pizzonia) partiu da pole position, mas abandonou com problemas mecânicos. Nesta corrida, o clube árabe Al Ain FC (Esteban Guerrieri) foi o vencedor.

## Resultados[1]

### Qualificação

#### Grupo A
| Pos. | Clube              | Equipa de Automobilismo     | Piloto            | Tempo    |
| ---- | ------------------ | --------------------------- | ----------------- | -------- |
| 1    | FC Midtjylland     | Hitech Racing               | Piloto            | 1:19.254 |
| 2    | FC Porto           | Hitech Racing               | Tristan Gommendy  | 1:19.548 |
| 3    | FC Basel           | GU-Racing International     | Max Wissel        | 1:19.685 |
| 4    | Sporting CP        | Zakspeed                    | Pedro Petiz       | 1:19.934 |
| 5    | RSC Anderlecht     | Zakspeed                    | Yelmer Buurman    | 1:19.950 |
| 6    | Galatasaray SK     | Ultimate Motorsport         | Duncan Tappy      | 1:19.974 |
| 7    | Atlético de Madrid | Alan Docking Racing         | Ho-Pin Tung       | 1:20.006 |
| 8    | CR Flamengo        | Delta / Alan Docking Racing | Enrique Bernoldi  | 1:20.344 |
| 9    | PSV Eindhoven      | Azerti Motorsport           | Dominick Muermans | 1:24.459 |

#### Grupo B
| Pos. | Clube                  | Equipa de Automobilismo | Piloto            | Tempo    |
| ---- | ---------------------- | ----------------------- | ----------------- | -------- |
| 1    | Liverpool FC           | Hitech Racing           | Adrián Vallés     | 1:19.123 |
| 2    | Tottenham Hotspur F.C. | Alan Docking Racing     | Craig Dolby       | 1:19.185 |
| 3    | Rangers FC             | Alan Docking Racing     | John Martin       | 1:19.253 |
| 4    | Al Ain FC              | Ultimate Motorsport     | Esteban Guerrieri | 1:19.619 |
| 5    | Olympiacos CFP         | GU-Racing International | Davide Rigon      | 1:19.629 |
| 6    | SC Corinthians         | Alan Docking Racing     | Antônio Pizzonia  | 1:19.663 |
| 7    | AC Milan               | Azerti Motorsport       | Giorgio Pantano   | 1:20.341 |
| 8    | Olympique Lyon         | Barazi Epsilon          | Nelson Panciatici | 1:20.395 |
| 9    | AS Roma                | Azerti Motorsport       | Jonathan Kennard  | 1:21.815 |

##### Quadro de Eliminatórias
|  | Quartas de final                                     | Quartas de final                            |                                              |          | Semifinais | Semifinais |  |  | Final | Final |
|  |                                                      |                                             |                                              |          |            |            |  |  |       |       |
|  | B1-A4                                                |                                             |                                              |          |            |            |  |  |       |       |
|  |                                                      |                                             |                                              |          |            |            |  |  |       |       |
|  | Liverpool FC Adrián Vallés Hitech Racing             | 1:20.334                                    |                                              |          |            |            |  |  |       |       |
|  | Liverpool FC Adrián Vallés Hitech Racing             | 1:20.334                                    | B3-B1                                        |          |            |            |  |  |       |       |
|  | Sporting CP Pedro Petiz Zakspeed                     | 1:20.730                                    |                                              |          |            |            |  |  |       |       |
|  | Sporting CP Pedro Petiz Zakspeed                     | 1:20.730                                    | Rangers FC John Martin Alan Docking Racing   | 1:19.829 |            |            |  |  |       |       |
|  | A1-B4                                                |                                             | Rangers FC John Martin Alan Docking Racing   | 1:19.829 |            |            |  |  |       |       |
|  |                                                      | Liverpool FC Adrián Vallés Hitech Racing    | 1:20.847                                     |          |            |            |  |  |       |       |
|  | FC Midtjylland Kasper Andersen Hitech Racing         | Liverpool FC Adrián Vallés Hitech Racing    | 1:20.847                                     | 1:20.822 |            |            |  |  |       |       |
|  | FC Midtjylland Kasper Andersen Hitech Racing         |                                             | A1-B3                                        | 1:20.822 |            |            |  |  |       |       |
|  | Al Ain FC Esteban Guerrieiri Azerti Motorsport       | 1:21.134                                    |                                              |          |            |            |  |  |       |       |
|  | Al Ain FC Esteban Guerrieiri Azerti Motorsport       | 1:21.134                                    | FC Midtjylland Kasper Andersen Hitech Racing | 1:19.878 |            |            |  |  |       |       |
|  | A3-B2                                                |                                             | FC Midtjylland Kasper Andersen Hitech Racing | 1:19.878 |            |            |  |  |       |       |
|  |                                                      | Rangers FC John Martin Alan Docking Racing  | 1:19.956                                     |          |            |            |  |  |       |       |
|  | FC Basel Max Wissel GU-Racing International          | Rangers FC John Martin Alan Docking Racing  | 1:19.956                                     | 1:19.634 |            |            |  |  |       |       |
|  | FC Basel Max Wissel GU-Racing International          | A1-A3                                       |                                              | 1:19.634 |            |            |  |  |       |       |
|  | Tottenham Hotspur FC Craig Dolby Alan Docking Racing | 1:19.812                                    |                                              |          |            |            |  |  |       |       |
|  | Tottenham Hotspur FC Craig Dolby Alan Docking Racing | 1:19.812                                    | FC Midtjylland Kasper Andersen Hitech Racing | 1:20.371 |            |            |  |  |       |       |
|  | B3-A2                                                |                                             | FC Midtjylland Kasper Andersen Hitech Racing | 1:20.371 |            |            |  |  |       |       |
|  |                                                      | FC Basel Max Wissel GU-Racing International | 1:21.429                                     |          |            |            |  |  |       |       |
|  | Rangers FC John Martin Alan Docking Racing           | FC Basel Max Wissel GU-Racing International | 1:21.429                                     | 1:21.523 |            |            |  |  |       |       |
|  | Rangers FC John Martin Alan Docking Racing           |                                             |                                              | 1:21.523 |            |            |  |  |       |       |
|  | FC Porto Tristan Gommendy Hitech Racing              | 1:35.517                                    |                                              |          |            |            |  |  |       |       |
|  | FC Porto Tristan Gommendy Hitech Racing              | 1:35.517                                    |                                              |          |            |            |  |  |       |       |

### Corridas

#### Corrida 1

##### Grelha de Partida
| Pos. | Clube                | Equipa de Automobilismo     | Piloto            | Tempo    |
| ---- | -------------------- | --------------------------- | ----------------- | -------- |
| 1    | FC Midtjylland       | Hitech Racing               | Kasper Andersen   | 1:19.878 |
| 2    | Rangers FC           | Alan Docking Racing         | John Martin       | 1:19.956 |
| 3    | FC Basel             | GU-Racing International     | Max Wissel        | 1:21.429 |
| 4    | Liverpool FC         | Hitech Racing               | Adrián Vallés     | 1:20.847 |
| 5    | FC Porto             | Hitech Racing               | Tristan Gommendy  | 1:35.517 |
| 6    | Tottenham Hotspur FC | Alan Docking Racing         | Craig Dolby       | 1:19.812 |
| 7    | Al Ain FC            | Ultimate Motorsport         | Esteban Guerrieri | 1:21.134 |
| 8    | Sporting CP          | Zakspeed                    | Pedro Petiz       | 1:20.730 |
| 9    | RSC Anderlecht       | Zakspeed                    | Yelmer Buurman    | 1:19.950 |
| 10   | SC Corinthians       | Alan Docking Racing         | Antônio Pizzonia  | 1:19.663 |
| 11   | Galatasaray SK       | Ultimate Motorsport         | Duncan Tappy      | 1:19.974 |
| 12   | AC Milan             | Azerti Motorsport           | Giorgio Pantano   | 1:20.341 |
| 13   | Atlético de Madrid   | Alan Docking Racing         | Ho-Pin Tung       | 1:20.006 |
| 14   | Olympique Lyonnais   | Barazi Epsilon              | Nelson Panciatici | 1:20.395 |
| 15 * | Olympiacos CFP       | GU-Racing International     | Davide Rigon      | 1:19.629 |
| 16   | CR Flamengo          | Delta / Alan Docking Racing | Enrique Bernoldi  | 1:20.344 |
| 17   | AS Roma              | Azerti Motorsport           | Jonathan Kennard  | 1:21:815 |
| 18   | PSV Eindhoven        | Azerti Motorsport           | Dominick Muermans | 1:24:459 |

| Cor | Observação                      |
| --- | ------------------------------- |
|     | Disputa pela pole               |
|     | Eliminados na semi-final        |
|     | Eliminados nos quartos-de-final |
|     | Eliminados na 1ª fase           |

*: O Olympiacos CFP foi penalizado com a perda de 6 posições na grelha de partida. A classificação mostrada já inclui essa penalização.

##### Classificação
| Pos                                                                        | Clube                | Equipa de Automobilismo | Piloto            | Tempo/Aband. | Voltas | Grelha de Partida | Pontos |
| -------------------------------------------------------------------------- | -------------------- | ----------------------- | ----------------- | ------------ | ------ | ----------------- | ------ |
| 1                                                                          | Tottenham Hotspur FC | Alan Docking Racing     | Craig Dolby       | 45:42.338    | 29     | 6º                | 50     |
| 2                                                                          | Rangers FC           | Alan Docking Racing     | John Martin       | +2.075       | 29     | 2º                | 45     |
| 3                                                                          | Liverpool FC         | Hitech Racing           | Adrián Vallés     | +3.412s      | 29     | 4º                | 40     |
| 4                                                                          | FC Basel             | GU-Racing International | Max Wissel        | +4.041s      | 29     | 3º                | 36     |
| 5                                                                          | AC Milan             | Azerti Motorsport       | Giorgio Pantano   | +4.738s      | 29     | 12º               | 32     |
| 6                                                                          | Al Ain FC            | Ultimate Motorsport     | Esteban Guerrieri | +7.049s      | 29     | 7º                | 29     |
| 7                                                                          | CR Flamengo          | Delta / ADR             | Enrique Bernoldi  | +9.575s      | 29     | 16º               | 26     |
| 8                                                                          | R.S.C. Anderlecht    | Zakspeed                | Yelmer Buurman    | +10.769s     | 29     | 9º                | 23     |
| 9                                                                          | Galatasaray SK       | Ultimate Motorsport     | Duncan Tappy      | +11.061s     | 29     | 11º               | 20     |
| 10                                                                         | Olympiacos CFP       | GU-Racing International | Davide Rigon      | +11.766s     | 29     | 15º               | 18     |
| 11                                                                         | AS Roma              | Azerti Motorsport       | Jonathan Kennard  | +12.650s     | 29     | 17º               | 16     |
| 12                                                                         | FC Porto             | Hitech Racing           | Tristan Gommendy  | +13.190s     | 29     | 5º                | 14     |
| 13 (NA)                                                                    | FC Midtjylland       | Hitech Racing           | Kasper Andersen   | NA           | 10     | 1º                | 12     |
| 14 (NA)                                                                    | Olympique Lyonnais   | Barazi Epsilon          | Nelson Panciatici | NA           | 8      | 14º               | 10     |
| 15 (NA)                                                                    | PSV Eindhoven        | Azerti Motorsport       | Dominick Muermans | NA           | 5      | 15º               | 8      |
| 16 (NA)                                                                    | Sporting CP          | Zakspeed                | Pedro Petiz       | NA           | 0      | 8º                | 7      |
| 17 (NA)                                                                    | SC Corinthians       | Alan Docking Racing     | Antônio Pizzonia  | NA           | 0      | 10º               | 6      |
| 18 (NA)                                                                    | Atlético de Madrid   | Alan Docking Racing     | Ho-Pin Tung       | NA           | 0      | 13º               | 5      |
| Volta mais rápida: FC Basel, GU-Racing International Max Wissel - 1:19.036 |                      |                         |                   |              |        |                   |        |

Notas
NC: Não começou a corrida; NA: Não acabou a corrida
3ª Corrida/Super-Final: Nesta ronda não foi disputada a 3ª Corrida/Super-Final

#### Corrida 2
Nota: A grelha de partida para a 2ª Corrida corresponde à inversão total das posições finais da 1ª Corrida (por exemplo: o último da 1ª Corrida partirá em 1º para a 2ª Corrida)
| Pos                                                                                  | Clube                | Equipa de Automobilismo | Piloto            | Tempo/Aband. | Voltas | Grelha de Partida | Pontos |
| ------------------------------------------------------------------------------------ | -------------------- | ----------------------- | ----------------- | ------------ | ------ | ----------------- | ------ |
| 1                                                                                    | Al Ain FC            | Ultimate Motorsport     | Esteban Guerrieri | 46:34.726    | 29     | 13º               | 50     |
| 2                                                                                    | Atlético de Madrid   | Alan Docking Racing     | Ho-Pin Tung       | +0.794s      | 29     | 12º               | 45     |
| 3                                                                                    | Liverpool FC         | Hitech Racing           | Adrián Vallés     | +8.732s      | 29     | 16º               | 40     |
| 4                                                                                    | Olympiacos CFP       | GU-Racing International | Davide Rigon      | +9.316s      | 29     | 9º                | 36     |
| 5                                                                                    | AS Roma              | Azerti Motorsport       | Jonathan Kennard  | +18.904s     | 29     | 8º                | 32     |
| 6                                                                                    | FC Midtjylland       | Hitech Racing           | Kasper Andersen   | +23.504s     | 29     | 6º                | 29     |
| 7                                                                                    | FC Porto             | Hitech Racing           | Tristan Gommendy  | +24.675s     | 29     | 7º                | 26     |
| 8                                                                                    | FC Basel             | GU-Racing International | Max Wissel        | +30.209s     | 29     | 15º               | 23     |
| 9                                                                                    | Tottenham Hotspur FC | Alan Docking Racing     | Craig Dolby       | +28.869s     | 29     | 18º               | 20     |
| 10 (NA)                                                                              | Olympique Lyonnais   | Barazi Epsilon          | Nelson Panciatici | NA           | 19     | 5º                | 18     |
| 11 (NA)                                                                              | AC Milan             | Azerti Motorsport       | Giorgio Pantano   | NA           | 15     | 14º               | 16     |
| 12 (NA)                                                                              | SC Corinthians       | Alan Docking Racing     | Antônio Pizzonia  | NA           | 14     | 1º                | 14     |
| 13 (NA)                                                                              | Sporting CP          | Zakspeed                | Pedro Petiz       | NA           | 9      | 3º                | 12     |
| 14 (NA)                                                                              | R.S.C. Anderlecht    | Zakspeed                | Yelmer Buurman    | NA           | 6      | 11º               | 10     |
| 15 (NA)                                                                              | Rangers FC           | Alan Docking Racing     | John Martin       | NA           | 4      | 17º               | 8      |
| 16 (NA)                                                                              | Galatasaray S.K.     | Ultimate Motorsport     | Duncan Tappy      | NA           | 3      | 10º               | 7      |
| 17 (NA)                                                                              | PSV Eindhoven        | Azerti Motorsport       | Dominick Muermans | NA           | 2      | 4º                | 6      |
| 18 (NA)                                                                              | CR Flamengo          | Delta / ADR             | Enrique Bernoldi  | NA           | 2      | 12º               | 5      |
| Volta mais rápida: Tottenham Hotspur FC, Alan Docking Racing, Craig Dolby - 1:20.655 |                      |                         |                   |              |        |                   |        |

Notas
NC: Não começou a corrida; NA: Não acabou a corrida
3ª Corrida/Super-Final: Nesta ronda não foi disputada a 3ª Corrida/Super-Final

#### Vencedor do Fim-de-Semana
Nesta ronda não houve 3ª Corrida. O Vencedor do Fim-de-Semana foi o Liverpool FC, pois foi o que mais pontos obteve no conjunto das 2 corridas disputadas.

### Tabela do campeonato após a corrida
Nota: Só as cinco primeiras posições estão incluídas na tabela.
| Pos | Var     | Clube                | Equipa de Automobilismo | Piloto            | Pontos |
| --- | ------- | -------------------- | ----------------------- | ----------------- | ------ |
| 1   | Estável | Liverpool FC         | Hitech Racing           | Adrián Vallés     | 159    |
| 2   | Aumento | Al Ain FC            | Ultimate Motorsport     | Esteban Guerrieri | 135    |
| 3   | Aumento | Tottenham Hotspur FC | Alan Docking Racing     | Craig Dolby       | 128    |
| 4   | Estável | FC Basel             | GU-Racing International | Max Wissel        | 117    |
| 5   | Baixa   | AC Milan             | Azerti Motorsport       | Giorgio Pantano   | 112    |

## Ver Também
- Zolder